# IX Concilio de Toledo
El noveno concilio celebrado en la ciudad de Toledo fue un sínodo de Obispos de la Cartaginesa en el Reino de los Visigodos, del año 655.
Tuvo lugar entre el 2 de noviembre de 655 y el 24 de noviembre del 655 en la Iglesia de Santa María y asistieron dieciséis o diecisiete obispos, seis abades, dos dignatarios y cuatro condes palatinos. Se promulgaron diecisiete cánones relativos a la honestidad del clero, los bienes de la Iglesia y el celibato eclesiástico. Se acordó la celebración de otro Sínodo provincial el 1 de noviembre del 656.
Estudió de nuevo la apropiación de bienes de la Iglesia por parte de algunos Obispos y clérigos y la cuestión del celibato eclesiástico. Se autorizó a los obispos a entregar a cualquier Iglesia de su elección una tercera parte de las rentas de otra Iglesia de su diócesis. Se aprobó que si un clérigo (desde obispo a subdiácono) tuviera un hijo con una mujer libre o esclava, este hijo se convertiría perpetuamente en esclavo de la Iglesia en la que servía el padre. Ningún hombre o mujer liberto eclesiástico podría casarse con un hombre libre (romano o godo); en caso de hacerlo los hijos del matrimonio serían esclavos de la Iglesia.
Asimismo en dicho Sínodo se estableció que los judíos bautizados deberían pasar las fiestas cristianas en compañía del obispo local para que este diera fe de la veracidad de su conversión. La pena por incumplimiento sería de azotes o ayuno, según la edad.